# Peggy Heitmann
Peggy Petra Heitmann (* 1964) ist eine deutsche Politikerin (AfD). Sie ist Mitglied der Hamburgischen Bürgerschaft.
Heitmann studierte Betriebswirtschaftslehre. Sie ist verheiratet und hat zwei Kinder.
2019 trat sie in die AfD ein und sitzt seit 2021 für die AfD-Bezirksfraktion Wandsbek in der Bezirksversammlung Wandsbek. Sie ist Schatzmeisterin des AfD-Landesvorstands Hamburg und des AfD-Bezirksvorstands Wandsbek.